# Kevin Kühnert

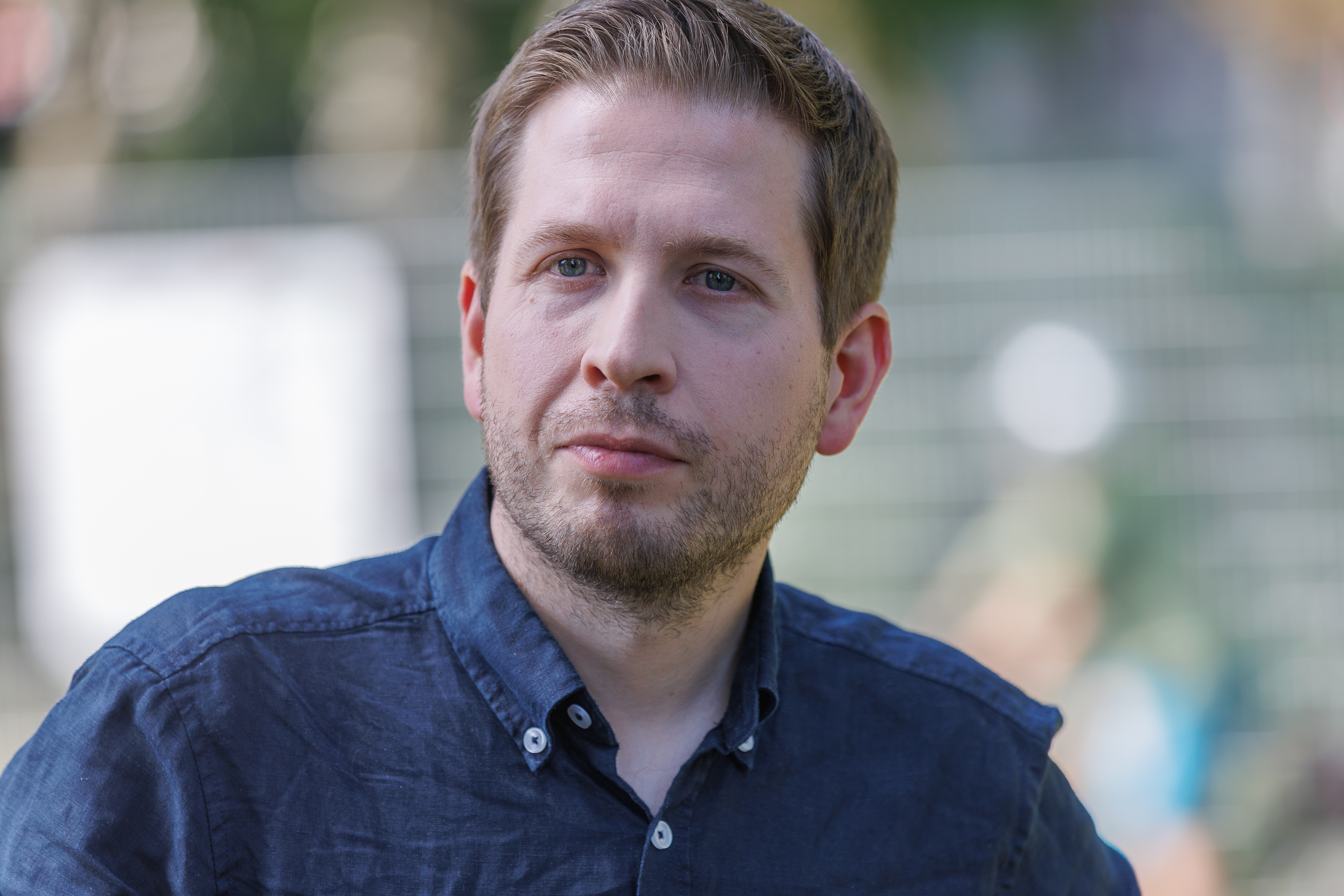
Kevin Kühnert (2024)

Kevin Kühnert (* 1. Juli 1989 in West-Berlin) ist ein ehemaliger deutscher Politiker (SPD). Er war von Oktober 2021 bis März 2025 Mitglied des Deutschen Bundestages und von Dezember 2021 bis Oktober 2024 Generalsekretär der SPD. Von Dezember 2019 bis Dezember 2021 war er einer der stellvertretenden Bundesvorsitzenden der SPD und von November 2017 bis Januar 2021 Bundesvorsitzender der Jusos. Bei der Bundestagswahl 2025 kandidierte er nicht mehr und zog sich aus der Politik zurück.

## Leben

### Herkunft und Privates
Kühnerts Vater ist Beamter in einer Bezirksverwaltung in Berlin und seine Mutter arbeitet in einem Jobcenter. Sein Abitur erlangte er 2008 am Beethoven-Gymnasium in Berlin-Lankwitz, an dem er auch Schülersprecher war. Seine Abitur-Durchschnittsnote war 2,5. Anschließend absolvierte er ein Freiwilliges Soziales Jahr im Kinder- und Jugendbüro Steglitz-Zehlendorf.
Ein 2009 begonnenes Studium der Publizistik- und Kommunikationswissenschaft an der Freien Universität Berlin, in das er sich nach eigenen Angaben zuvor mit einer Studienplatzklage eingeklagt hatte, brach er 2010 ab und arbeitete anschließend bis 2014 im Callcenter von myToys.de. Von 2014 bis 2016 arbeitete er im Abgeordnetenbüro von Dilek Kalayci und von 2016 bis 2019 im Büro von Melanie Kühnemann-Grunow. Ein 2016 begonnenes Studium der Politikwissenschaft an der Fernuniversität in Hagen ruht seit seiner Wahl zum Bundesvorsitzenden der Jusos. In der Jugend spielte er Handball beim VfL Lichtenrade. Er ist Fan der Fußballvereine Tennis Borussia Berlin, Arminia Bielefeld und FC Bayern München. Von Juni 2013 bis Mai 2017 war er Mitglied des Aufsichtsrats von Tennis Borussia Berlin. Seinen Vornamen erhielt er nach dem englischen Stürmer Kevin Keegan, dessen Fan seine Mutter ist.
2018 äußerte er sich in einem Interview mit der Zeitschrift Siegessäule erstmals öffentlich zu seiner Homosexualität. 2019 lebte er in einer Wohngemeinschaft in Berlin-Schöneberg. Er hat einen Partner, der FDP-Mitglied ist. In einem Interview mit dem Spiegel berichtete Kühnert 2024 von homophoben Erfahrungen mit „muslimisch gelesenen Männergruppen“, von denen es häufiger zu einem homophoben Spruch käme, „als man es sonst auf der Straße“ erlebe. „Natürlich“ sei der Großteil der Muslime in seinem Wahlkreis „nicht homophob. Aber die, die es sind, schränken meine Freiheit ein und haben kein Recht darauf. Und darüber werde ich nicht aus taktischen Gründen schweigen.“

### Partei

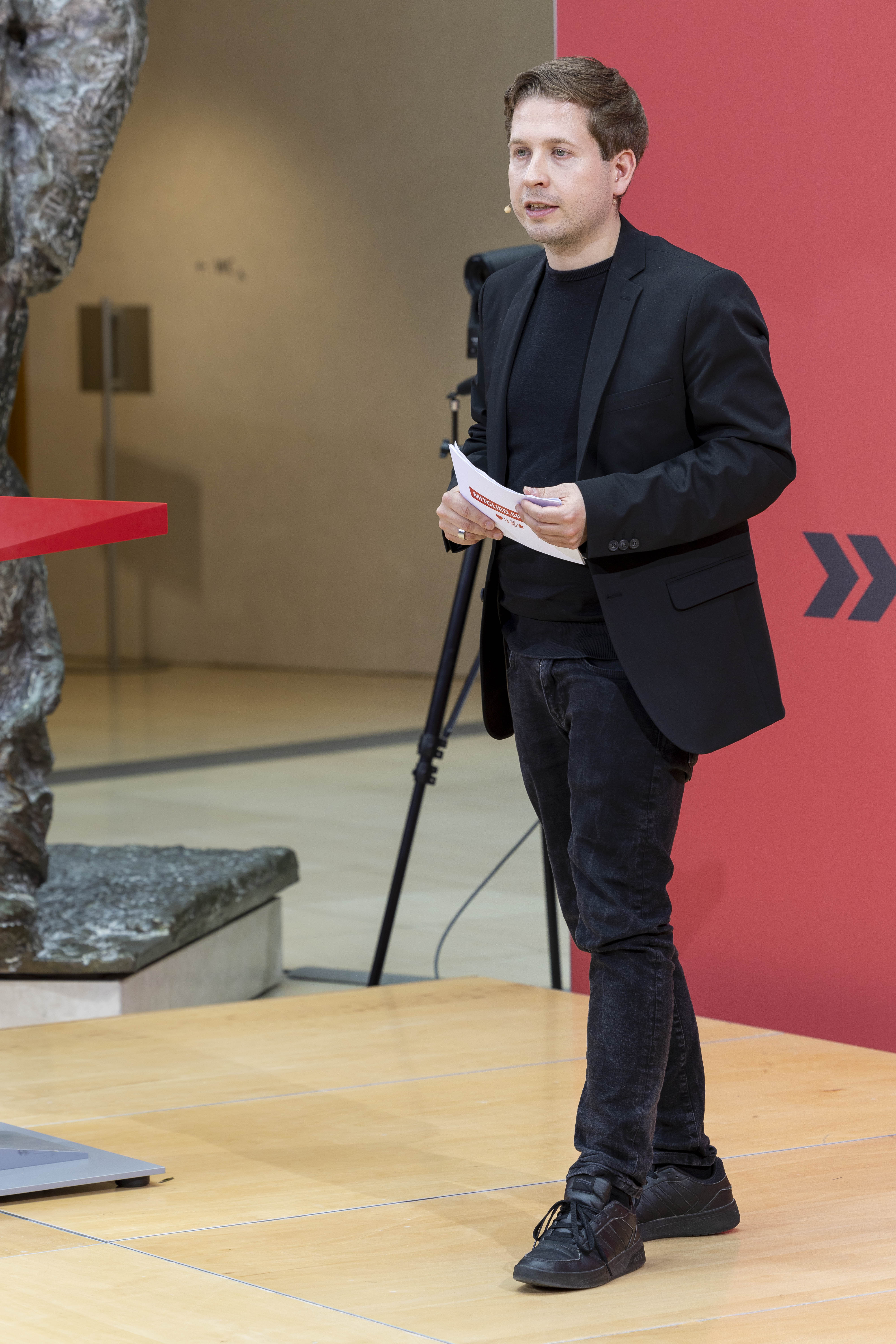
Kevin Kühnert bei der Veranstaltung „160 Jahre SPD“ im Willy-Brandt-Haus (2023)

Kühnert trat 2005 in die SPD ein und war von 2012 bis 2015 Vorsitzender der Jusos Berlin. Ab 2015 fungierte er als stellvertretender Juso-Bundesvorsitzender und war für die Themen Steuerpolitik, Rentenpolitik, Strukturpolitik, Rechtsextremismus und Migrationspolitik sowie für die Social-Media-Arbeit zuständig. Nachdem Johanna Uekermann nicht noch einmal zur Juso-Wahl angetreten war, wählte ihn der Bundeskongress in Saarbrücken am 24. November 2017 mit 225 von 297 Stimmen zum Bundesvorsitzenden der Jusos. Am 22. November 2019 wurde er auf dem Bundeskongress in Schwerin für zwei weitere Jahre im Amt bestätigt. Er erhielt 264 von 298 abgegebenen Stimmen. Nachdem er das Amt wegen seiner Bundestagskandidatur vorzeitig niedergelegt hatte, wurde am 8. Januar 2021 Jessica Rosenthal mit 207 von 266 Stimmen zu seiner Nachfolgerin gewählt. Innerhalb der Jusos gehörte er dem Netzwerk Linkes Zentrum (NwlZ), einem der zwei linken Flügel des Verbands, an.
Von 2019 bis 2022 leitete er zusammen mit Melanie Kühnemann-Grunow die Abteilung Lichtenrade-Marienfelde.
Bei der Wahl zum SPD-Vorsitz 2019 unterstützte Kühnert Saskia Esken und Norbert Walter-Borjans. Auf dem Bundesparteitag am 6. Dezember 2019 wurde er mit 70,4 Prozent der Delegiertenstimmen zu einem der stellvertretenden Bundesvorsitzenden der SPD gewählt. Im Februar 2020 wurde er Verantwortlicher des SPD-Parteivorstands für den Bereich Immobilien, Bauen und Wohnen. Auf dem Bundesparteitag am 11. Dezember 2021 wurde er zum Nachfolger von Lars Klingbeil als Generalsekretär der SPD gewählt. 77,8 Prozent der Delegierten stimmten für ihn. Am 8. Dezember 2023 wurde er auf dem SPD-Bundesparteitag mit 92,6 Prozent der Stimmen im Amt bestätigt.

### Abgeordneter
Von 2016 bis 2021 war Kühnert Mitglied der Bezirksverordnetenversammlung Tempelhof-Schöneberg.
Am 16. Dezember 2020 wurde er als Direktkandidat im Wahlkreis Berlin-Tempelhof – Schöneberg bei der Bundestagswahl 2021 nominiert und am 24. April 2021 wurde er auf Platz 3 der Berliner Landesliste gewählt. Bei der Wahl gewann er mit 27,1 Prozent der Erststimmen das Direktmandat und zog in den Deutschen Bundestag ein. Dort wurde er Mitglied im Ausschuss für Wohnen, Stadtentwicklung, Bauwesen und Kommunen. Er hielt am 11. Februar 2025 seine letzte Rede im 20. Deutschen Bundestag. Bei der Bundestagswahl 2025 kandidierte er nicht erneut.

### Rückzug aus der Politik
Am 7. Oktober 2024, knapp vier Wochen vor dem Ende der Ampel-Regierung am 6. November 2024, trat Kühnert vom Amt des SPD-Generalsekretärs zurück, was mit gesundheitlichen Beeinträchtigungen begründet wurde. Ihm folgte kommissarisch Matthias Miersch nach. Sein Bundestagsmandat übte Kühnert jedoch bis zum Ende der Legislaturperiode aus, am 11. Februar 2025 hielt er seine Abschiedsrede im Bundestag.
Im April 2025 gab Kühnert gegenüber der Wochenzeitung Die Zeit an, sich aus mehreren Gründen aus der Politik zurückgezogen zu haben. Neben einem ständigen Gefühl der Bedrohung aus dem rechtsextremistischen Spektrum habe er auch nicht mehr den Eindruck gehabt, dass die Gesellschaft eine ausreichende „Wehrhaftigkeit“ demgegenüber zeige. Der „parlamentarische Arm für all das“ erhalte mittlerweile „enorm viel Zuspruch“. Außerdem monierte er den politischen Diskurs, in dem es zunehmend an Respekt für die Meinungen Andersdenkender fehle.

## Politische Positionen
Kühnert bezeichnet sich als Sozialist: „Was unser Leben bestimmt, soll in der Hand der Gesellschaft sein und demokratisch von ihr bestimmt werden.“ Bei Internetkonzernen beispielsweise sei zu hinterfragen, ob sie Privateigentum sein sollten. Er wirbt für eine Polarisierung zwischen den großen Volksparteien, damit sich Rechtspopulisten nicht als vermeintliche Alternative darstellen könnten. Er fordert die Besteuerung von Vermögen, einen höheren Mindestlohn und die Bekämpfung von Leiharbeit.

### Große Koalition
Nach seiner Wahl zum Juso-Bundesvorsitzenden sprach sich Kühnert gegen die Bildung einer erneuten Großen Koalition aus („#NoGroKo“). Unter anderem führte er gegen eine Fortsetzung an, dass im Kabinett Merkel III die Glyphosat-Entscheidung gegen einen klaren Kabinettsbeschluss erfolgt sei. Hinsichtlich einer in der SPD diskutierten „Kooperationskoalition“, also einer Tolerierung einer Minderheitsregierung, sagte er in einem Interview im Dezember 2017: „Viele Menschen, die eine große Koalition nicht wollen, haben ein sehr feines Gespür dafür, wenn versucht wird, ihnen ein alternatives Modell zu verkaufen, […]“ Während der Sondierungsgespräche über die Bildung einer Großen Koalition im Januar 2018 bekräftigte er seine Position und sprach sich stattdessen für eine Minderheitsregierung aus.

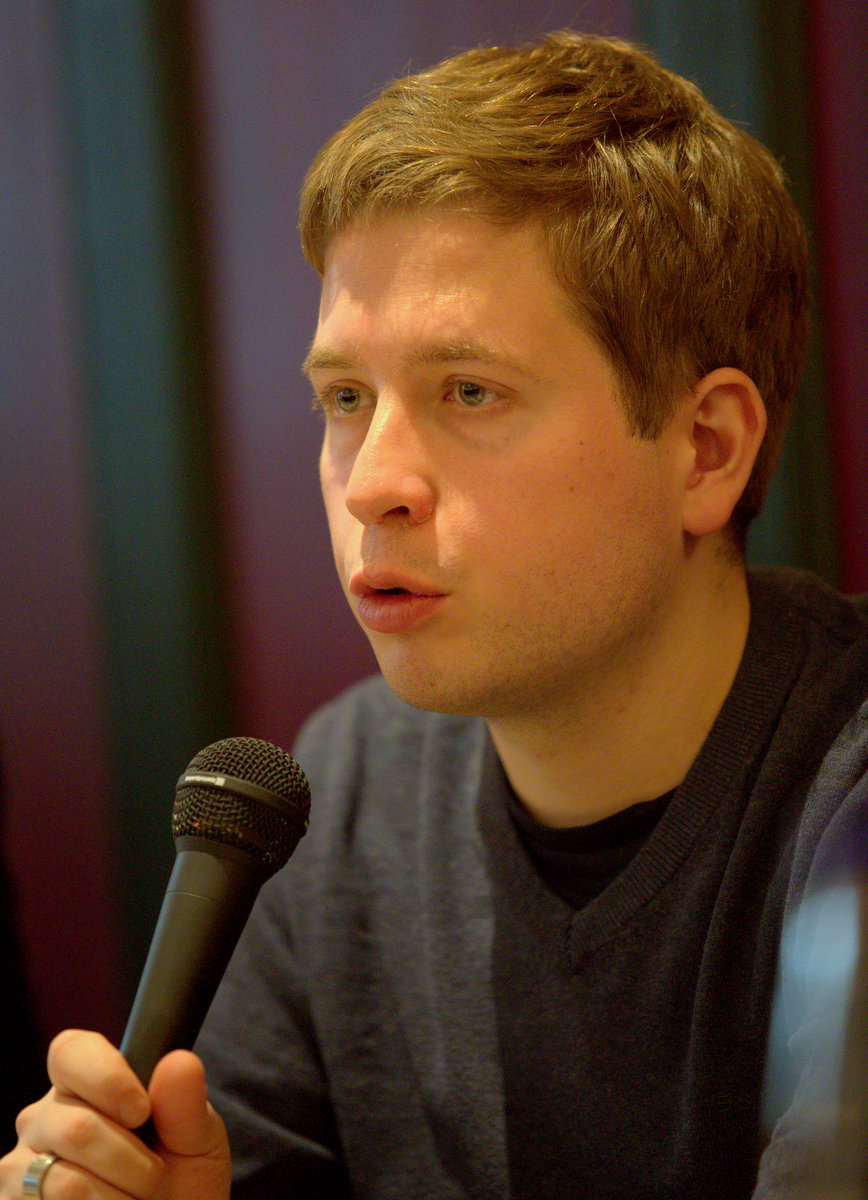
Kühnert bei einer #NoGroKo-Veranstaltung (2018)

Nach dem SPD-Parteitag vom 21. Januar 2018 in Bonn intensivierten die Jusos ihre Kampagne #NoGroko und forderten Unterstützer unter dem Motto „Tritt ein, sag’ Nein“ zum Eintritt in die SPD auf, um die Große Koalition bei der Urwahl zu verhindern. SPD-Generalsekretär Lars Klingbeil kritisierte die Juso-Aktion: „Wenn man jetzt sagt, ‚Tritt ein: Für 10 Euro bleibst du zwei Monate Mitglied, stimmst gegen die Große Koalition und gehst dann wieder raus‘, das entspricht nicht dem, wie ich Partei-Arbeit verstehe. Das reduziert auch den Wert einer Mitgliedschaft. Da sollten wir klar vereinbaren, dass sowas nicht geht.“ Kühnert seinerseits betonte, dass die Jusos Neumitglieder werben wollten, die aus Überzeugung in die SPD eintreten, „weil sie unsere Grundwerte teilen. Wenn diese Mitglieder anschließend unserer Argumentation folgen, die Große Koalition abzulehnen, ist daran nichts anrüchig.“ Am 1. Februar 2018 wiederholte er im Interview mit Jan Böhmermann im Neo Magazin Royale seine Kritik an den Koalitionsverhandlungen und warf der CSU „rassistischen Bullshit“ vor, den die SPD als Anlass für den Abbruch der Gespräche nutzen sollte.
Wie schon 2013 ließ die SPD per Mitgliederentscheid über die Frage abstimmen, ob die Partei eine Koalition mit der CDU/CSU bilden solle. Bis zum 2. März mussten die entsprechenden Stimmzettel zurückgesandt werden. Zuvor tourte Kühnert durch die Bundesrepublik, um vor Mitgliedern und der interessierten Öffentlichkeit für die Ablehnung einer Großen Koalition zu werben. Bei Podiumsdiskussionen hatte er jeweils einen Vertreter der Pro-Position als Gegenüber. Begleitet wurde die Kampagne durch Radio- und TV-Interviews sowie die Teilnahme an Sendungen wie Markus Lanz. Hierdurch erlangte Kühnert Bekanntheit, auch über Deutschland hinaus.

### Wirtschaftspolitik
Kevin Kühnert forderte zum Tag der Arbeit am 1. Mai 2018 in der Rheinischen Post eine deutliche Erhöhung des Mindestlohns von 8,84 Euro auf mindestens 12 Euro je Stunde noch in der laufenden Wahlperiode: „Um den Mindestlohn armutssicher zu machen, müsste er schon heute zwölf Euro oder mehr betragen.“
In der Diskussionssendung Maischberger hinterfragte Kühnert im März 2019 das Konzept von Eigentum und sah eine ihm inhärente ständige Tendenz der ungleichen Verteilung. Am Ersten Mai sprach Kühnert in einem Interview mit der Wochenzeitung Die Zeit von seiner persönlichen Utopie und sagte in diesem Zusammenhang: „Ohne Kollektivierung ist eine Überwindung des Kapitalismus nicht denkbar.“ Er erläuterte die Kollektivierung am von den Interviewführern ins Spiel gebrachten Beispiel des Automobilherstellers BMW. Außerdem forderte Kühnert, dass „jeder maximal den Wohnraum besitzen [dürfe], in dem er selbst wohnt“. Vertreter von CDU/CSU, FDP und AfD kritisierten Kühnerts Thesen heftig. Bundesverkehrsminister Andreas Scheuer (CSU) sah in Kühnerts Positionen das „verschrobene Retro-Weltbild eines verirrten Fantasten“. Ablehnende Äußerungen gab es darüber hinaus von den Grünen und von Teilen der eigenen Partei. SPD-Generalsekretär Klingbeil sagte, Kühnerts Äußerung sei „keine Forderung der SPD“. Zuspruch erhielt Kühnert hingegen vom linken SPD-Flügel und der Linkspartei. Katja Kipping (Linke) sah durch seine Aussagen „das Gemeinwohl […] wieder mehr im Mittelpunkt“ stehend. Kühnert selbst kommentierte, die heftige Kritik an seiner Position zeige, „wie eng mittlerweile die Grenzen des Vorstellbaren geworden sind“.
Im September 2021 kündigte Kühnert an, im Berliner Volksentscheid „Deutsche Wohnen & Co. enteignen“ gegen den Vorschlag einer Enteignung großer Immobilienunternehmen zu stimmen. Die Zahl von 3000 Wohnungen, oberhalb deren enteignet werden solle, sei „sehr willkürlich gegriffen“; viel wichtiger seien die konkreten Praktiken der Eigentümer.
Kühnert spricht sich für eine demokratische Organisation der Wirtschaft aus. Insbesondere sollten Beschäftigte von Wirtschaftsunternehmen stimmberechtigte Anteile am Unternehmen erhalten. Kühnert traut deren langfristig Beschäftigen gegenüber einem (oft) nur zeitweilig angestellten Management zu, nachhaltigere Entscheidungen für deren Unternehmen zu treffen.

### Sozialpolitik
Kevin Kühnert kritisierte zum 1. Mai 2018 die Situation von Empfängern des Arbeitslosengelds II: „Bestehende Schikanen gehören abgeschafft, die Sanktionsmöglichkeiten vorneweg.“ Er kritisierte, dass viele Menschen in unsinnigen Weiterbildungsmaßnahmen festhingen oder umständlich die Reparatur von Haushaltsgeräten erstreiten müssten.
Kühnert spricht sich deutlich gegen eine Erhöhung des Rentenalters in Deutschland auf 70 Jahre aus. Schon heute sei das Rentenalter für viele Menschen zu hoch, die in körperlich anstrengenden Berufen arbeiten.

### Außenpolitik
Kühnert forderte Kritiker des Nord-Stream-2-Projektes im Januar 2022 auf, „den grundsätzlichen politischen Konflikt darüber einmal hinter [sich zu] lassen“. Man dürfe einen Angriff Russlands auf die Ukraine nicht „herbeireden“. Den Bau der Pipeline hielt Kühnert damals für richtig.

### Verhältnis der politischen Linken zum Islamismus
Im Oktober 2020 forderte Kühnert in einem Gastbeitrag für den Spiegel anlässlich des Mordes an dem französischen Lehrer Samuel Paty, dass die politische Linke den Kampf gegen den Islamismus nicht länger „Rassisten und halbseidenen Hobbyislamforschern“ überlassen solle. Diese Ideologie sei „der blindeste Fleck“ der Linken und jeder Terroranschlag ein Anschlag auf ihre erklärten Werte. Auch wenn der Glaube „eine Sache zwischen dem Einzelnen und seinem Gott“ sei, dürfe durch diesen nicht die Freiheit einzelner Individuen eingeschränkt, Recht gesprochen oder gar vollzogen werden.

## Auszeichnungen
- 2018: Next Generation Leader des Time magazine[67][68]
- 2018: Signs Award der Weimer Media Group in der Kategorie Engagement in der Kommunikation[69]

## Dokumentarserie
Ab 2018 ließ sich Kühnert drei Jahre lang für die NDR-Dokumentationsreihe Kevin Kühnert und die SPD von den Journalisten Katharina Schiele und Lucas Stratmann begleiten. Sie wurde vereinbarungsgemäß 2021 erst nach der Bundestagswahl in der ARD ausgestrahlt. Als Vorbild nannte er das Buch Die Schulz-Story, für das der Journalist Markus Feldenkirchen 2017 den SPD-Kanzlerkandidaten Martin Schulz begleitet hatte. Die sechs Teile wurden alle in der Nacht auf den 6. Oktober 2021 im NDR ausgestrahlt.
| Nr. | Originaltitel  | Zusammenfassung | Erstausstrahlung |
| --- | -------------- | --- | ---------------- |
| 1   | Am Boden       | Verluste der SPD bei der Landtagswahl in Hessen 2018                                                                       | 6. Okt. 2021     |
| 2   | Europawahl     | Verluste der SPD bei der Europawahl 2019                                                                                   | 6. Okt. 2021     |
| 3   | Gipfelstürmer  | Rücktritt von Andrea Nahles am 2. Juni 2019, Bewerbungsphase zum SPD-Parteivorsitz, Spekulation um eine Bewerbung Kühnerts | 6. Okt. 2021     |
| 4   | Außenseiter    | Unterstützung Kühnerts für Norbert Walter-Borjans und Saskia Esken bei der Wahl zum SPD-Vorsitz am 6. Dezember 2019        | 6. Okt. 2021     |
| 5   | Machtlektionen | Wahl von Kühnert zu einem der stellvertretenden Parteivorsitzenden am 6. Dezember 2019, COVID-19-Pandemie in Deutschland   | 6. Okt. 2021     |
| 6   | Bundestagswahl | Bundestagswahl 2021 | 6. Okt. 2021     |